# Raptorex
Raptorex ("Rövarkungen") var ett släkte med dinosaurier som man hittat fossil av i Asien (Inre Mongoliet), där den tros ha levt för cirka 130 - 125 miljoner år sedan. Raptorex tillhörde överfamiljen Tyrannosauroidea, och har väckt stor uppmärksamhet bland forskare genom att den grundligt förändrade forskarnas syn på hur man tror dinosaurier som Tyrannosaurus rex utvecklades. Den har därav kallats en felande länk av några forskare.

## Beskrivning

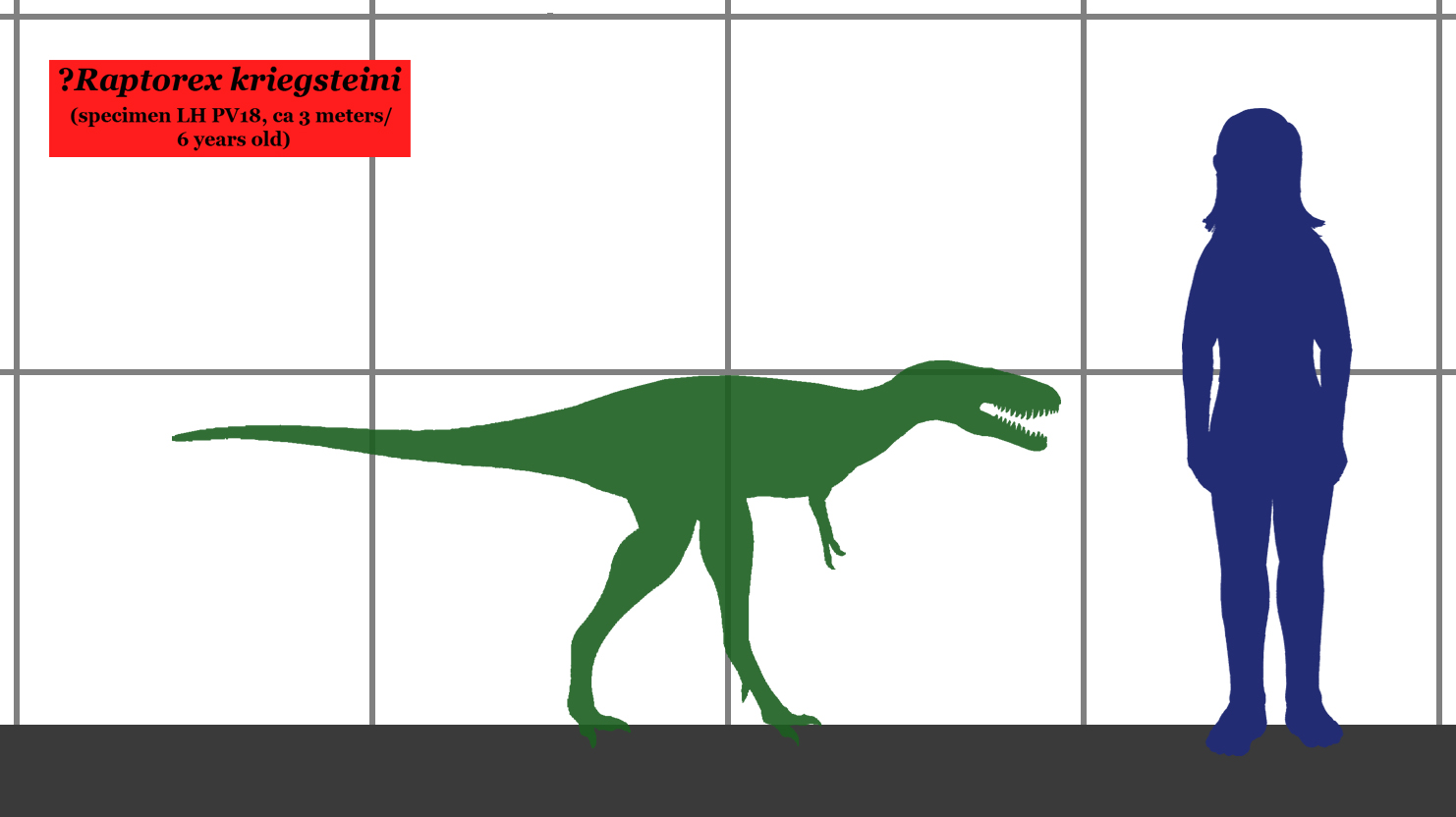
Raptorex storlek jämfört med en människa.

Raptorex var, som de flesta andra theropoder ett tvåbent djur med lång svans, och var ganska liten, cirka 3 meter lång. Vikten tros ha legat runt 60-70 kilo. Bortsett från storleken var Raptorex väldigt lik sina senare släktingar inom Tyrannosauridae - den hade proportionerligt stor skalle, väldigt små framben, och långa, starka bakben. Man vet också att luktsinnet var välutvecklat.

## Upptäckt och förändradsynapomorfi

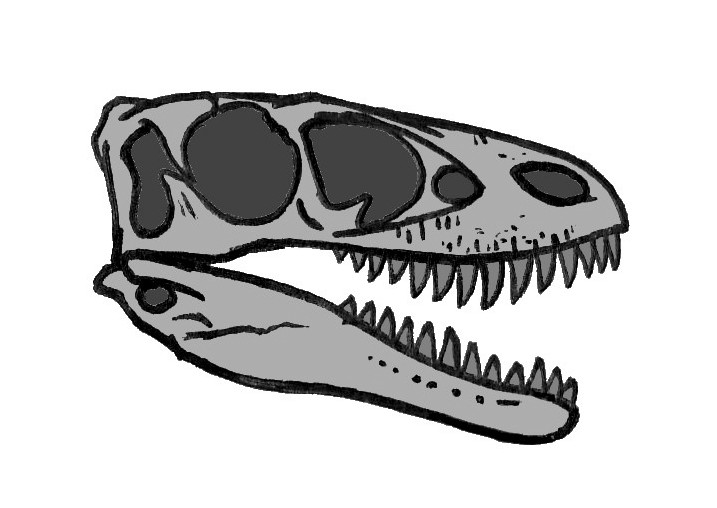
Illustration av Raptorex skalle.

Upptäckten av Raptorex har fått forskarna att ändra sin syn på hur man tror att dinosaurier som Tyrannosaurus rex och Albertosaurus utvecklades. Tyrannosauroiderna var Coelurosaurier, och detta stöds av att tidiga medlemmar i gruppen har likheter med dessa. Vad Raptorex antyder är att den har alla de karaktäristiska drag i anatomi som Tyrannosauridae har (små framben, stor skalle, långa bakben m. m.), förutom kroppsstorleken. Tidigare har forskarna trott att denna kroppsbyggnad kom i samband med att Tyrannosauroiderna började växa sig stora. Nu visar Raptorex istället att den utmärkande kroppsbyggnaden hos Tyrannosauroidea kom innan de började växa sig större, som forskarna nu tror. Upptäckten av Raptorex visar också att den typiska utformningen på Tyrannosauroider fanns samtidigt med de mer "primitiva" formerna (såsom Dilong och Eotyrannus). 